# Col du Mont d’Orzeires
Der Col du Mont d’Orzeires ist ein Pass auf 1061 m ü. M. am östlichen Ausgang des Vallée de Joux im Kanton Waadt in der Schweiz.
Die Passstrasse führt auf der Nebenstrasse 152a von Le Pont (1008 m), einem Dorf in der Gemeinde L’Abbaye in nordöstlicher Richtung entlang dem Lac Brenet auf den Col du Mont d’Orzeires vorbei am Pierre Punex (1061 m) und führt weiter zum Chalêt du Mont d’Orzeires (1029 m), wo sich der Juraparc befindet. Nach einigen Kehren verläuft die Strasse ab einer Höhe von 950 m ü. M. in östlicher Richtung langgezogen nach La Dernier (764 m) und Vallorbe (749 m). Der Pass verbindet das Valle de Joux durch die Enge zwischen der Bergkette des Risoux und dem Dent de Vaulion (1483 m) mit der Hauptstrasse 9 bei Vallorbe. Ein grosser Teil der heutigen Route gehört zum Inventar historischer Verkehrswege der Schweiz.

## Tunnel
Die Chemin de fer Pont–Vallorbe baute einen Eisenbahntunnel durch den Mont d’Orzeires, welcher von den Zügen Vallorbe–Le Brassus durchfahren wird. Der Tunnel wurde aufgrund einer Petition der Einwohner des Vallées vom Jahre 1867 erbaut und bereits 1886 eröffnet. Er hatte eine doppelte Funktion, da er nicht nur dem Schienenverkehr diente, sondern auch, im Falle eines ausserordentlichen Hochwassers, die Wasser der zwei Seen abführen kann.